# Trávní dvůr
Trávní dvůr este o arie protejată (arie specială de conservare — SAC, sit de importanță comunitară — SCI) din Republica Cehă întinsă pe o suprafață de 325,81 ha, integral pe uscat.

## Localizare
Centrul sitului Trávní dvůr este situat la coordonatele 48°47′31″N 16°26′09″E / 48.791944°N 16.435833°E.

## Înființare
Situl Trávní dvůr a fost declarat sit de importanță comunitară în aprilie 2005 pentru a proteja 3 specii de animale. Situl a fost protejat și ca arie specială de conservare în februarie 2015.

## Biodiversitate
Situată în ecoregiunea panonică, aria protejată conține 1 habitat natural: Păduri aluvionare cu Alnus glutinosa și Fraxinus excelsior (Alno-Padion, Alnion incanae, Salicion albae).
La baza desemnării sitului se află mai multe specii protejate:
- amfibieni (1): buhai de baltă cu burta roșie (Bombina bombina)
- nevertebrate (1): Cucujus cinnaberinus
- pești (1): țipar (Misgurnus fossilis)